# Furca (romains)
Pour les articles homonymes, voir Furca.

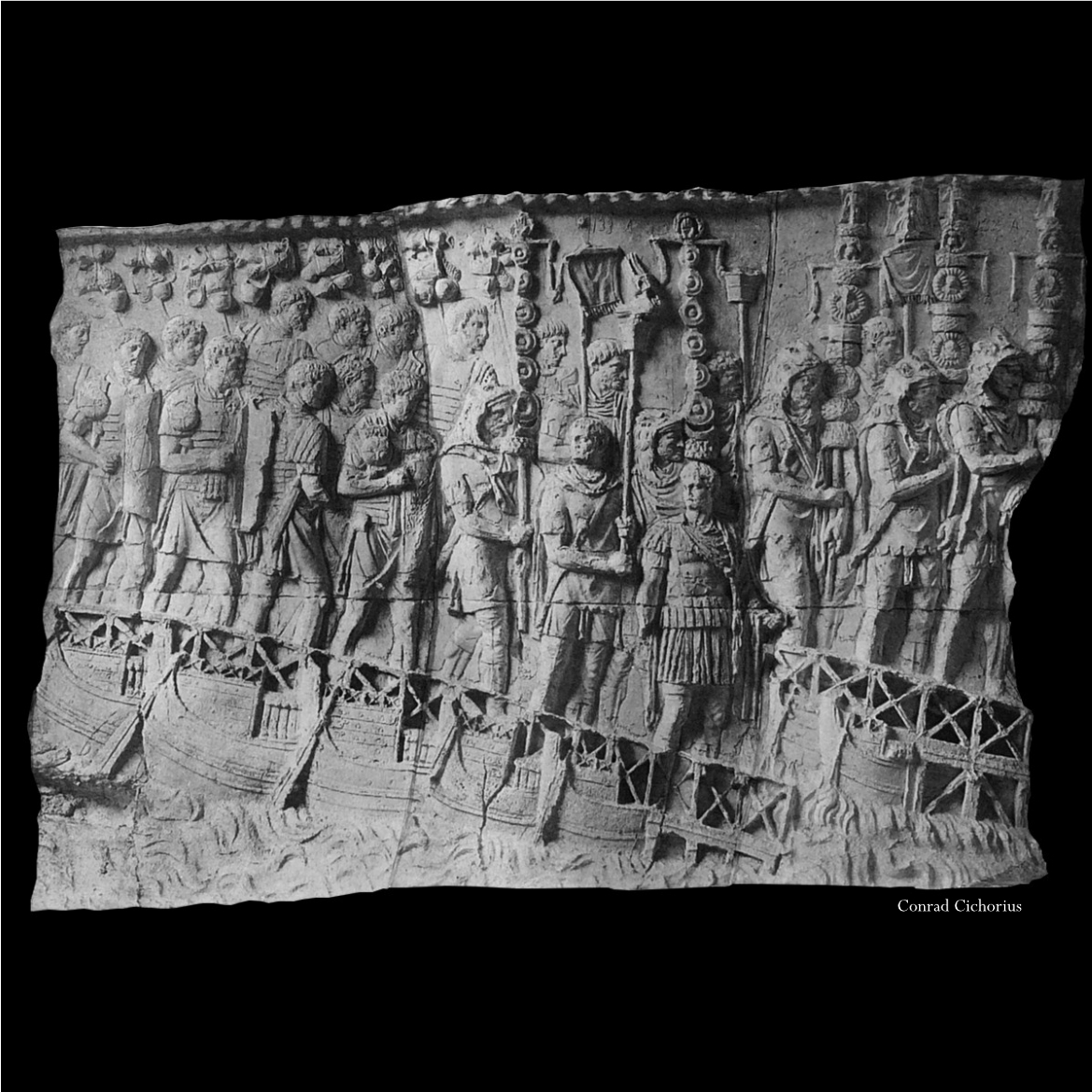
Soldats portant la furca chargée de leur paquetage (en haut à gauche), Colonne Trajane, Musée de la Civilisation romainedella Civilta Romana.

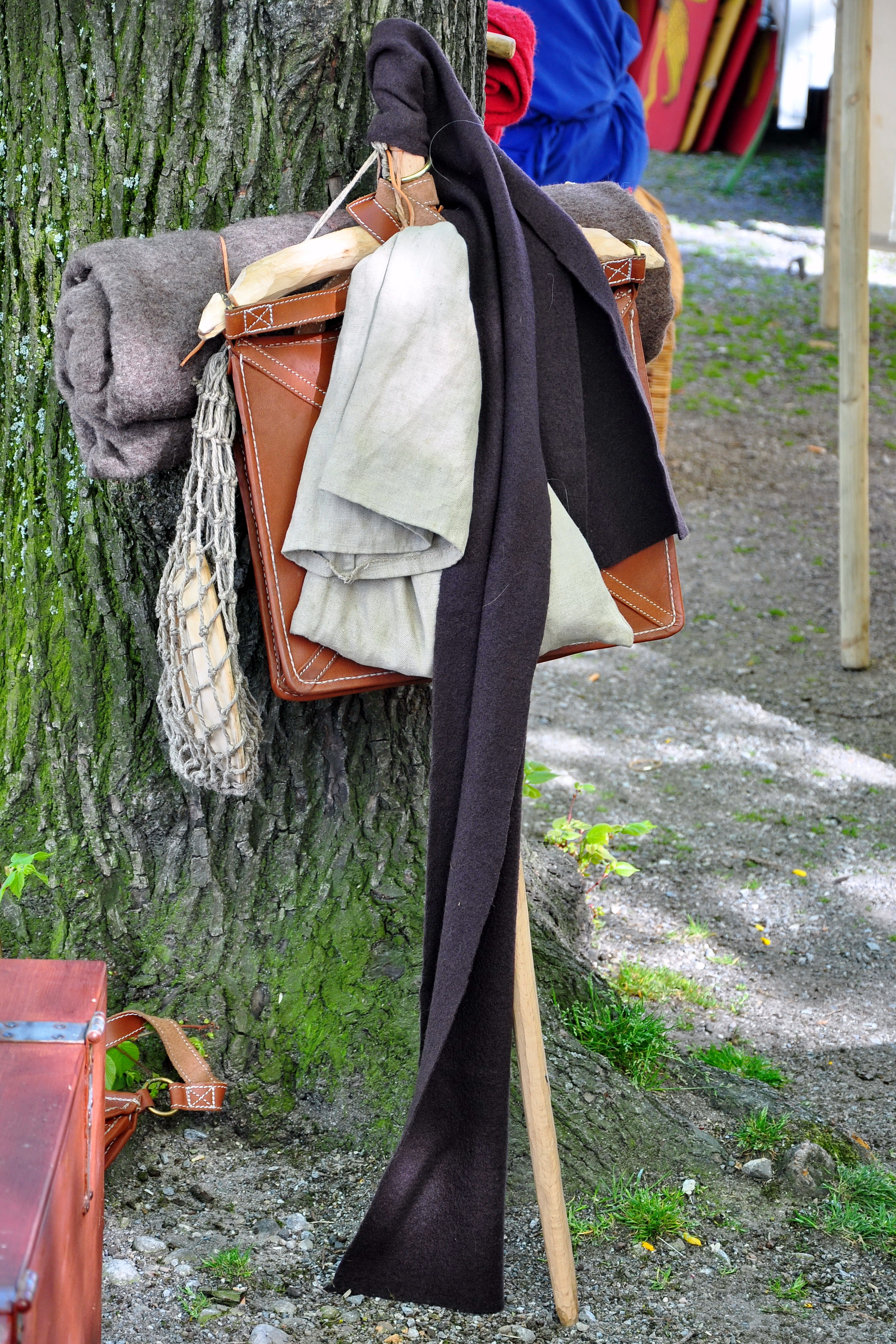
Reconstitution contemporaine d'une furca auxquels sont accrochés les sarcinæ et un un loculus.

La furca est un instrument utilisé dans les légions romaines pour porter des charges durant ses déplacements. Constituée d'une sorte de hampe ou de fourche en bois en forme de croix, elle prend généralement appui sur l'épaule droite, en même temps que la lance.  
Le légionnaire romain y accroche généralement son paquetage (les sarcinæ) pour le transporter commodément. On peut notamment y suspendre les ustensiles de cuisine ou encore un loculus, une espèce de cartable en cuir contenant des effets personnels.  
Elle est utilisée lors des marches des légionnaires après les réformes de Marius, ceux-ci portant désormais un attirail plus important afin d'être plus autonome quand ils sont éloignés des villes. 